# Gjekë Marinaj
Compléments
Pjetër Arbnori
Gjekë Marinaj est un poète albano-américain, écrivain, traducteur, critique littéraire et fondateur de la Théorie du Protonisme. Vivant actuellement aux États-Unis, il a été le premier président de la Society of Albanian-American Writers [Société des écrivains albano-américains], fondée en 2001, et a publié plusieurs livres de poésie, de prose et de critique littéraire. En 2008, Marinaj a reçu le Prix Pjetër Arbnori de littérature du QNK [Centre culturel international] dépendant du ministère du tourisme, de la culture, de la jeunesse et des sports d’Albanie. Ses poèmes sont appréciés tant aux États-Unis que dans son pays natal.

## Enfance et carrière
Né en 1965 dans la région de Malësi e Madhe dans le nord de l’Albanie, Marinaj commença sa carrière d’écrivain en tant que chroniqueur publiant auprès de plusieurs organes de presse albanais, d’abord dans les journaux locaux de Shkodra, puis à travers une série de publications nationales incluant Zëri i Rinisë (« La Voix de la Jeunesse »), Luftëtari (« Le Combattant »), Vullnetari (« Le Volontaire ») et Drita (« La Lumière »),. En août 1990, Marinaj publia un poème satirique anticommuniste intitulé « Chevaux » (en albanais : Kuajt) et, conscient de son arrestation imminente par le régime communiste, il échappa aux autorités le 12 septembre 1990 en traversant illégalement la frontière albanaise afin de s’enfuir d’abord en Yougoslavie, puis aux États-Unis,.  Il arriva à San Diego en juillet 1991, puis déménagea à Richardson, au Texas. En 2001, Marinaj fonda la Society of Albano-American Writers [Société des écrivains albano-américains]  dont il fut le président jusqu’en 2009.

## Interviews
Tout en explorant sa nouvelle vie en Amérique, Marinaj continua à travailler comme pigiste pour la presse albanaise. Ses travaux incluent des interviews avec le président George Bush père, le neuvième et actuel président de l’État israélien Shimon Peres et le célèbre footballeur Pelé.

## Chevaux
Marinaj publia son poème intitulé « Chevaux » dans le journal de référence albanais Drita. Si à première vue ce poème abordait le thème des animaux de la ferme, il s’agissait en fait d’une réflexion satirique sociale et politique sur le peuple albanais emmené et parqué par un régime communiste oppressif. Le poème fut publié dans Drita le 19 août 1990 et la réponse fut immédiate et écrasante, car l’audace de publier un poème aussi clairement subversif dans un journal national avait surpris les albanais (et peu après la communauté internationale).  En quelques heures, le tirage de Drita était entièrement écoulé dans tout le pays, et les gens commencèrent à griffonner le poème sur des bouts de papier et à se le passer dans les métros et dans les rues. Des mois plus tard, les manifestants scandaient ce poème dans les mégaphones pendant les manifestations antigouvernementales. De ce point de vue, «les mots de Marinaj ont inspiré la liberté et ont contribué à vaincre le communisme en Albanie». Néanmoins, «ayant vu d’autres poètes être pendus dans le centre-ville pour avoir exprimé des idées de liberté similaires, Marinaj savait qu’il devait quitter le pays immédiatement ; il rassembla quelques-uns de ses livres préférés, déclara à ses amis et à sa famille qu’il partait en vacances, et se lança dans une randonnée de huit heures à travers les montagnes jusqu’en Yougoslavie».

## Études en Amérique
Après ses études en Albanie, Marinaj obtint un diplôme d’études universitaires en sciences auprès du Brookhaven College, en 2001. Il poursuivit ses études à l’université du Texas à Dallas, où il reçut en 2006 sa licence d’études littéraires avec les félicitations du jury, puis une maîtrise dans le même domaine en 2008. Trois ans plus tard, il recevait un certificat d’études sur l’Holocauste du « Ackerman Center for Holocaust Studies ».

### Docteur en Philosophie
L’Université du Texas à Dallas décerna à Marinaj un doctorat en 2012. Sa thèse portant sur l’histoire et la philosophie de la poésie orale dans les Balkans et sur la théorie de la traduction est intitulée «Poésie orale en Albanie et dans les autres cultures des Balkans : traduire les labyrinthes de l’intraduisibilité».

## Théorie du Protonisme
D’après le Dallas Morning News, la théorie du protonisme de Marinaj cherche à « promouvoir la paix et la pensée positive » à travers la critique littéraire. Le Protonisme est une théorie développée par Gjekë Marinaj pour décrire une méthode recommandée pour la pratique de la critique littéraire. Un critique protoniste, lorsqu’il est confronté à un texte, recherche d’abord la valeur esthétique, intellectuelle et morale d’une œuvre, selon ses propres critères. Si le critique ne trouve que peu de valeur dans l’œuvre, il doit simplement la laisser de côté et s’interdire d’en discuter, la laissant ainsi dans l’ombre, plutôt que de faire preuve d’une rhétorique méprisante. L’expression est elle-même une métaphore issue de la physique de l’atome : plutôt que rechercher l’électron négatif, volatile et léger, le critique protoniste s’occupe du proton solide, pesant et positif Marinaj fonda la Théorie du Protonisme en 2005 en réponse au flot de critiques négatives indues dans les universités d’Europe de l’Est à la suite de la chute du communisme, et développa le Protonisme pour fournir une base commune à partir de laquelle les critiques pouvaient évaluer une œuvre littéraire de manière plus objective. Le Protonisme s’articule autour de cinq principes directeurs : la vérité, la recherche, la restitution, la protonismiotique et l’éthique.

## Profession actuelle
Marinaj enseigne l’anglais et la communication, entre autres cours, au Richland College depuis 2001.

## Livres publiés
Marinaj a publié plusieurs livres de poésie, de journalisme et de critique littéraire. Ses trois livres de poésie sont Mos më ik larg (Ne me quitte pas), Infinit (Infini) et Lutje në ditën e tetë të javës (Prière du 8e jour de la semaine).  Il a aussi publié un livre d’interviews intitulé Ana tjetër e pasqyrës (L’envers du miroir), un livre d’articles et d’essais choisis intitulé Ca gjëra nuk mund të mbeten sekret (Certains secrets ne peuvent être gardés) et un livre de critique littéraire intitulé Protonizmi: nga teoria në praktikë (Protonisme : de la théorie à la pratique).

### Traductions
Marinaj, qui a également été rédacteur en chef invité du Translation Review, [20] a traduit plusieurs livres de l’anglais à l’albanais, deux livres de l’albanais à l’anglais, dont un recueil de poèmes épiques oraux albanais (avec Frederick Turner (poète)) et a publié plus d’une douzaine de livres dans les deux langues, et du vietnamien à l’albanais,,.

## Reconnaissance et réception par la critique
Marinaj est lauréat du Prix Pjetër Arbnori de littérature décerné en 2008 par le QNK, intégré au Ministère de la Culture albanais,.